# Clément Chidekh
Clément Chidekh (* 13. Juni 2001 in Arles) ist ein französischer Tennisspieler.

## Karriere
Chidekh spielte bis 2018 nur wenige Matches auf der ITF Junior Tour. In der Jugend-Rangliste erreichte er Platz 712. Mitte 2019 begann er an der University of Washington ein Studium. In seinem vorletzten als Junior erreichte er Platz 1 der ITA-Rangliste im College Tennis – als erster Spieler der Hochschule. Er entschied sich daraufhin sein letztes Studienjahr auszusetzen und stattdessen sofort Profi zu werden. Der Trainer des College-Teams Matt Anger kündigte seinen Job, um Chidekh auf der Tour zu begleiten.
Bei den Profis erspielte sich Chidekh 2019 seine ersten ATP-Punkte für die Weltrangliste. 2021 gewann er den ersten Titel auf der ITF Future Tour. Mit einem weiteren Endspieleinzug und dem Erreichen des Challengers in Cassis, wo er einen Top-300-Spieler besiegte, verhalfen ihm zu einem Platz in den Top 600 Ende des Jahres. Als Profi gewann er 2022 seinen zweiten Titel, verlor aber zunächst Positionen. 2023 änderte sich das: er gewann drei M25-Turniere der Future Tour (die höher dotierten der zwei Kategorien). In Montpellier überzeugte er zudem erstmals auf der ATP Tour. Er gewann in der Qualifikation gegen Alexandre Müller (Nr. 156 der Welt) und Marco Trungelliti (Nr. 234) jeweils in glatten Sätzen. In der ersten Hauptrunde unterlag er der Nr. 70 Quentin Halys in drei Sätzen. Sein Ranking im Einzel verbesserte er anschließend bis Platz 340. Im Doppel verbuchte er bis dahin keine Erfolge und erreichte Platz 767.

## Erfolge
| Legende (Anzahl der Siege) |
| Grand Slam                 |
| ATP Finals                 |
| ATP Tour Masters 1000      |
| ATP Tour 500               |
| ATP Tour 250               |
| ATP Challenger Tour (2)    |

### Einzel

#### Turniersiege
| Nr. | Datum            | Turnier  | Belag         | Finalgegner  | Ergebnis      |
| --- | ---------------- | -------- | ------------- | ------------ | ------------- |
| 1.  | 18. Februar 2024 | Glasgow  | Hartplatz (i) | Paul Jubb    | 0:6, 6:4, 6:1 |
| 2.  | 1. Juni 2025     | Chișinău | Hartplatz     | Ilja Simakin | 7:66, 7:5     |